# Toyota Highlander
Toyota Highlander (укр. Тойота Гайлендер) — середньорозмірний SUV концерну Toyota, що є версією внутрішньої моделі Toyota Kluger для зовнішнього, не японського ринку. Основний ринок збуту автомобіля — США. Позиціонується як автомобіль для любителів активного стилю водіння у віці від 20 до 30 років. Відноситься до класу середньорозмірних SUV і в модельному ряду Toyota займає проміжне положення між моделями Toyota RAV4 і 4Runner.

## Перше покоління (2000—2008)

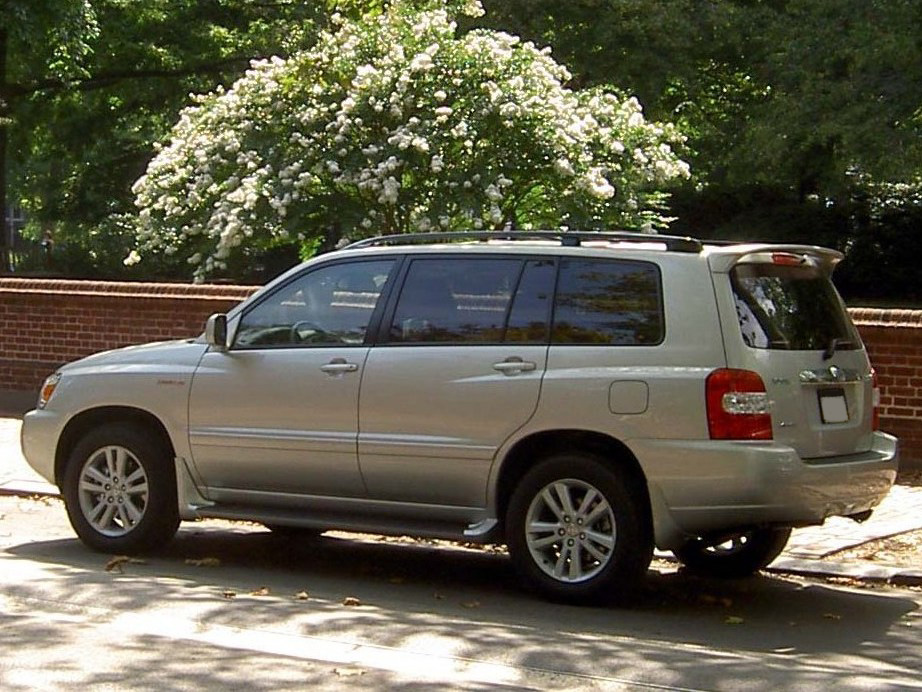
Toyota Highlander (2000—2008)

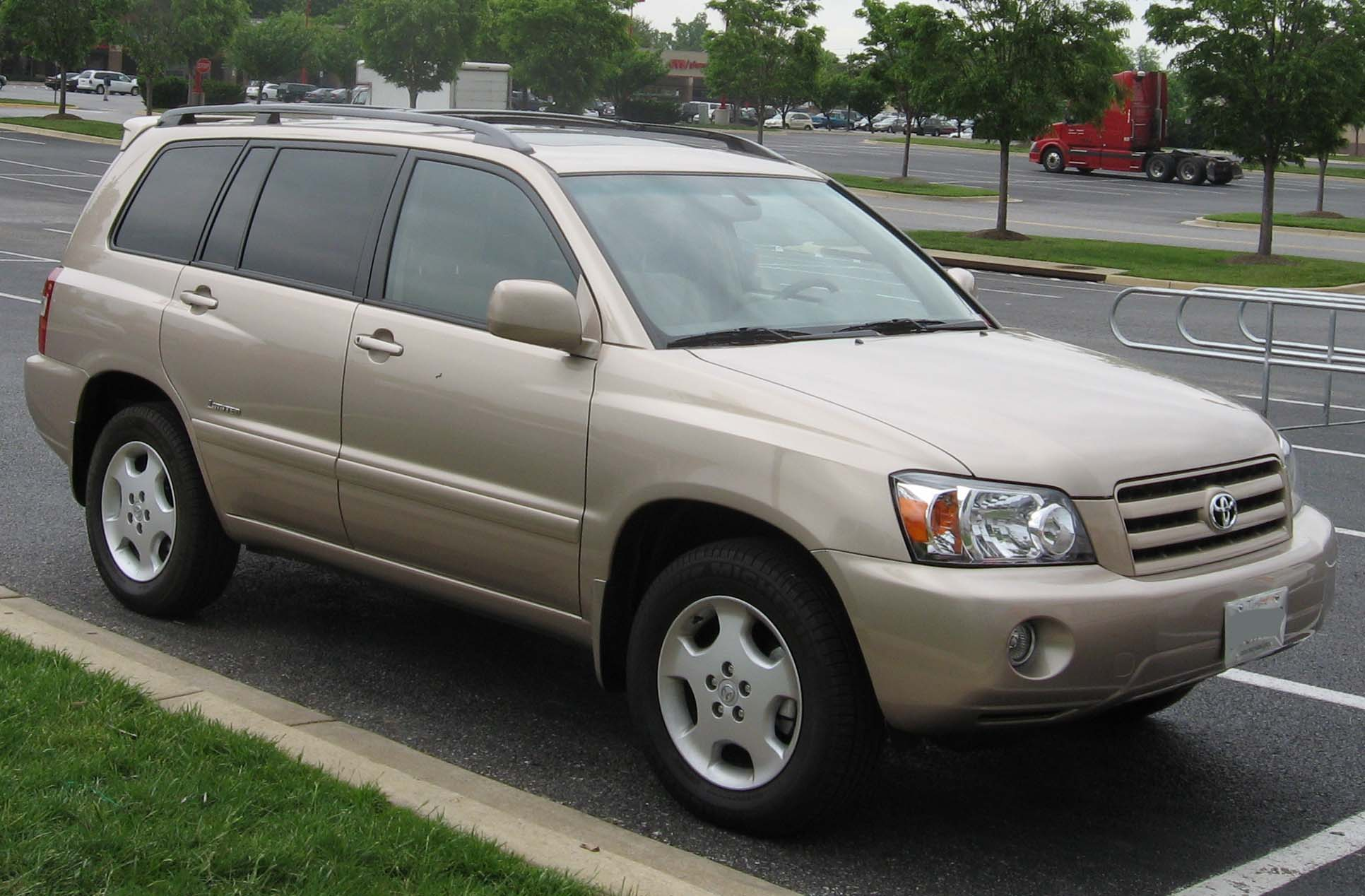
Toyota Highlander (2004—2008)

Toyota Highlander був побудований на платформі автомобіля Toyota Camry, а так само на базі Lexus RX/Toyota Harrier. Автомобіль з несучим кузовом пропонувався на 5 місць (2001-2007) і на 7 місць (2004-2007). Базовий Highlander був з приводом передніх коліс, за доплату був доступний повний привід (50:50). На відміну від Toyota 4Runner та конкурентів, таких як Jeep Grand Cherokee, або Chevrolet TrailBlazer, Highlander призначений для комфортного проїзду на дорозі завдяки універсальній конструкції та незалежній задній підвісці.

### Двигуни
- 2,4 л 2AZ-FE I4, 155 к.с. (119 кВт), 2001—2003
- 3,0 л 1MZ-FE V6, 220 к.с. (164 кВт), 2001—2003
- 3,3 л 3MZ-FE V6, 215 к.с. (172 кВт), 2004—2007

## Друге покоління (2008—2013)

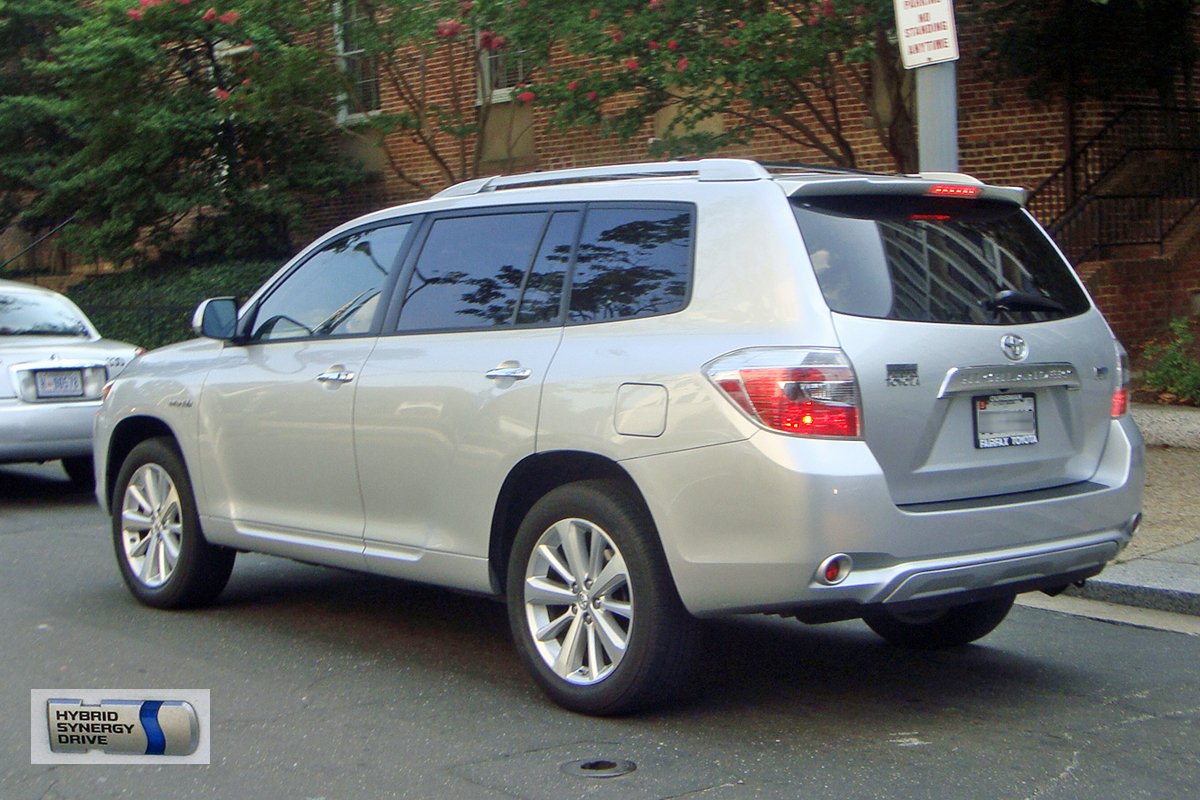
Toyota Highlander 2 (2008-2010)

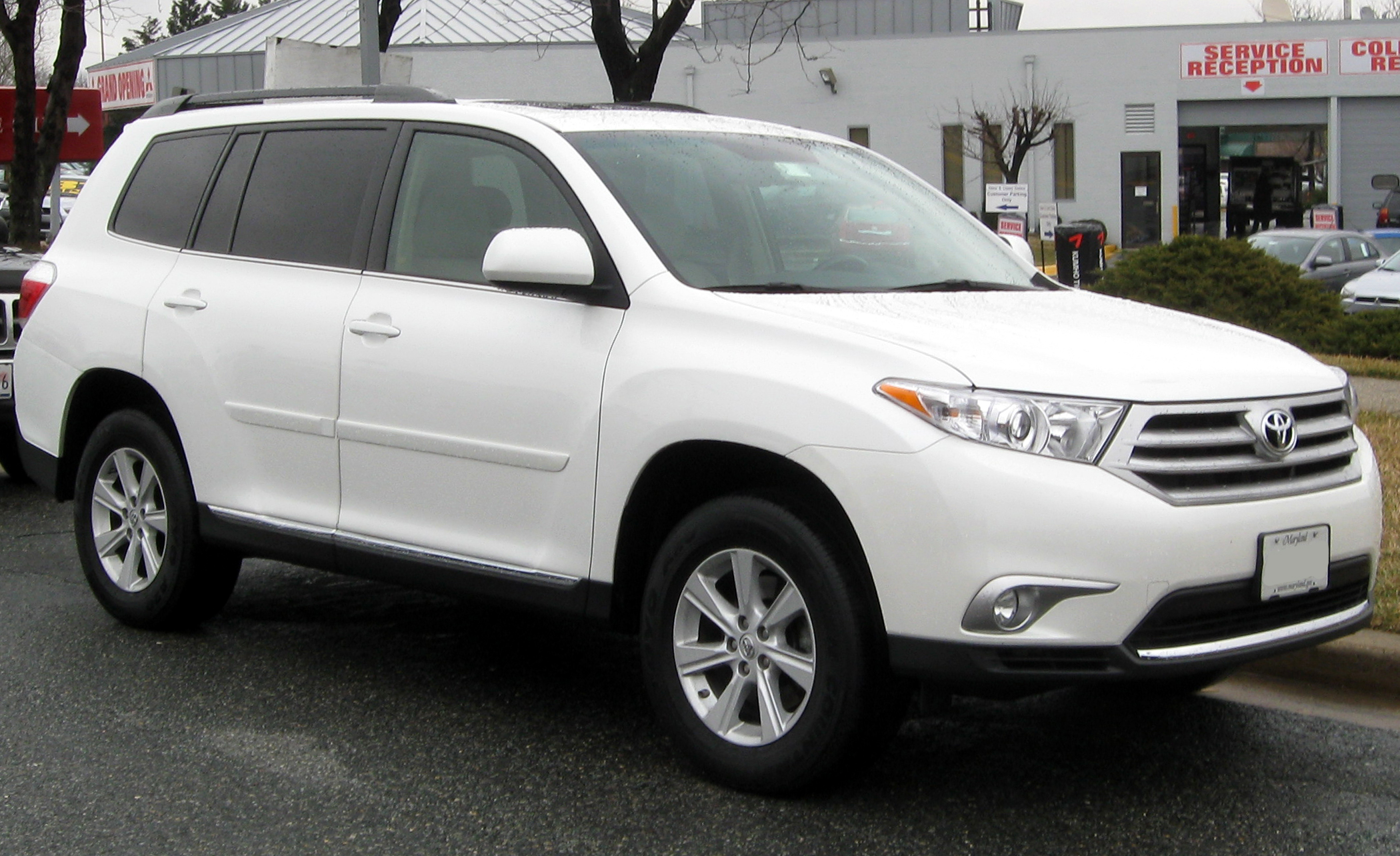
Toyota Highlander 2 (2010-2013)

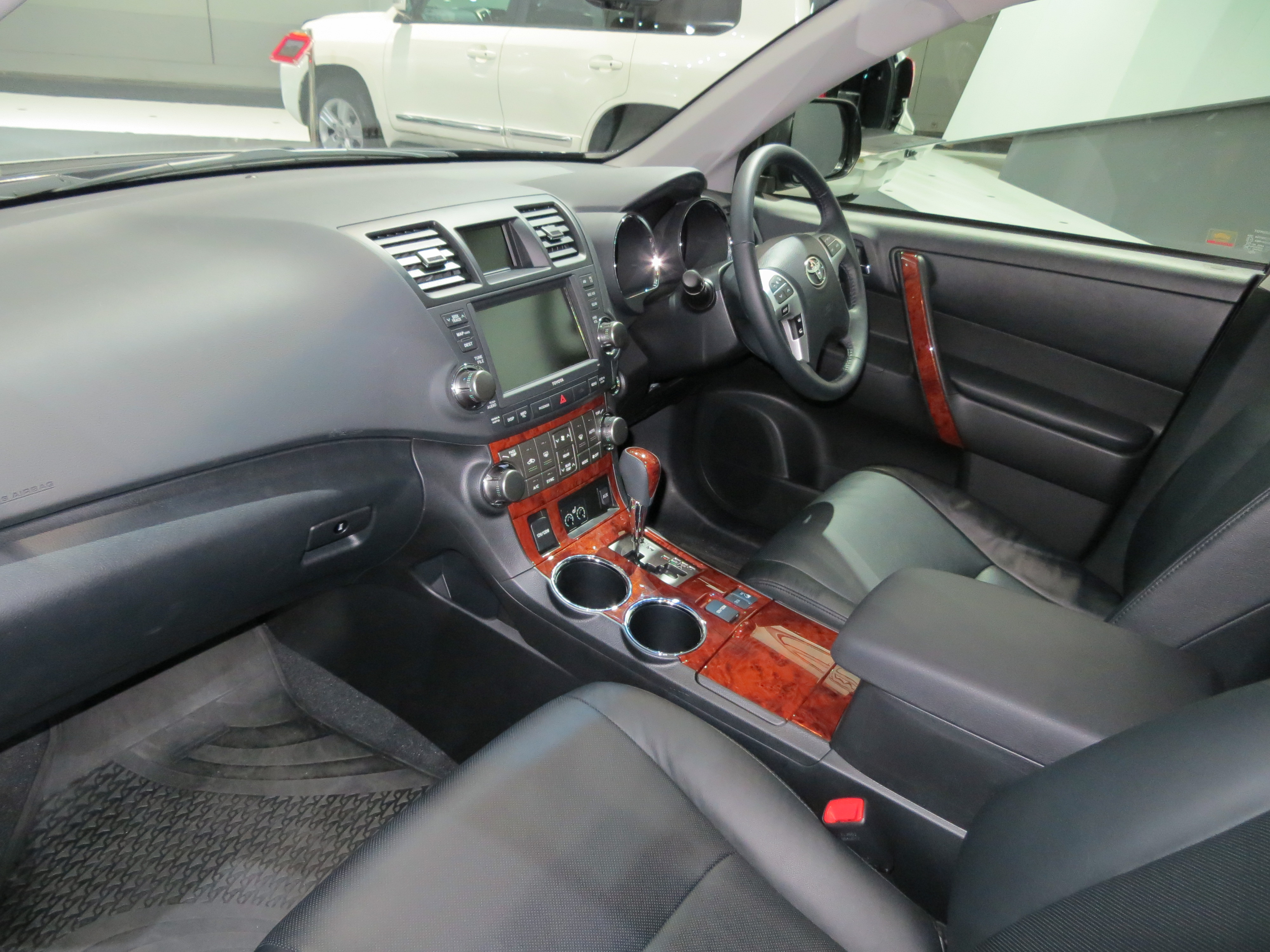
Салон Toyota Highlander 2

Презентація другого покоління Toyota Highlander відбулася на автосалоні в Чикаго. Продажі почалися з липня 2008 року (гібридної версії з вересня 2008 року). На внутрішньому ринку Японії дана модель не продається. В Австралії дана модель продається під ім'ям Toyota Kluger.
Всі автомобілі комплектуються тільки АКПП. Версія з двигуном 2,7 літра має тільки передній привід. Версія з двигуном 3,5 літра має як передньопривідні модифікації, так і повнопривідні.

### Рестайлінг 2010
У 2010 році Toyota робить деякі зміни в Highlander і Highlander Hybrid. У той час як загальний дизайн залишається схожий на попередню модель, передня частина Highlander була істотно перероблена, представлені нові фари, нові ґрати радіатора, бемпери. Не-гібридні двигуни оновленої моделі залишаються колишніми, хоча в даний час 2,7-літровий чотирициліндровий двигун можна замовити з комплектацією SE, раніше доступні тільки на базовій моделі. Більш стандартні функції в даний час обладнані на всіх комплектаціях, з базовою моделлю отримання передній і задній кондиціонер, центральний замок/склопідйомники, круїз контроль, а також багатофункціональний ключ управління.

### Двигуни
- 2.7 L 1AR-FE I4 187 к.с.
- 2.7 L 3AR-FE I4 (Китай)
- 3.5 L 2GR-FE V6 270 к.с.
- 3.3 L 3MZ-FE V6 (hybrid)
- 3.5 L 2GR-FXE V6 (hybrid)

## Третє покоління (2013―2021)

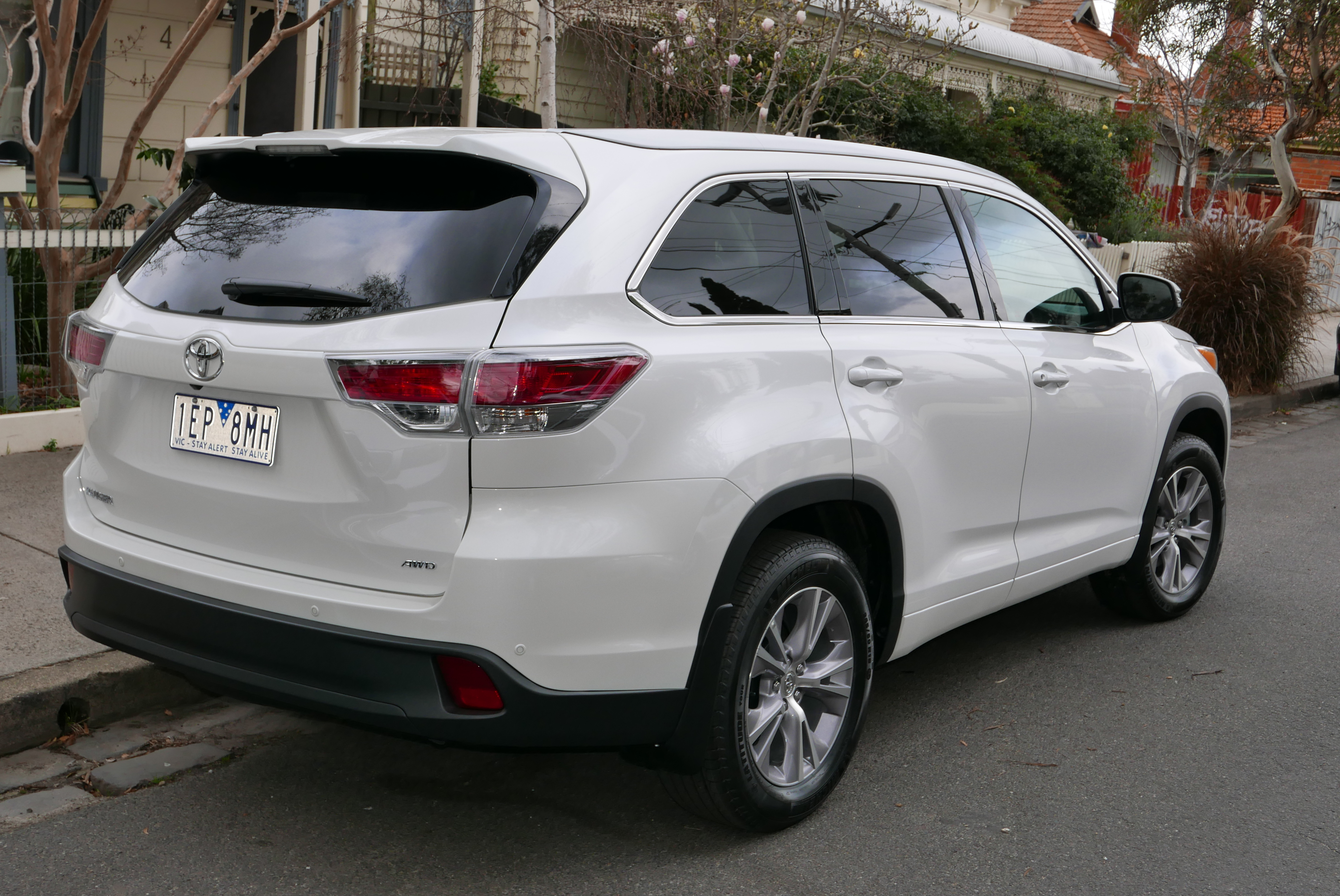
Toyota Kluger 3 (2013-2016)

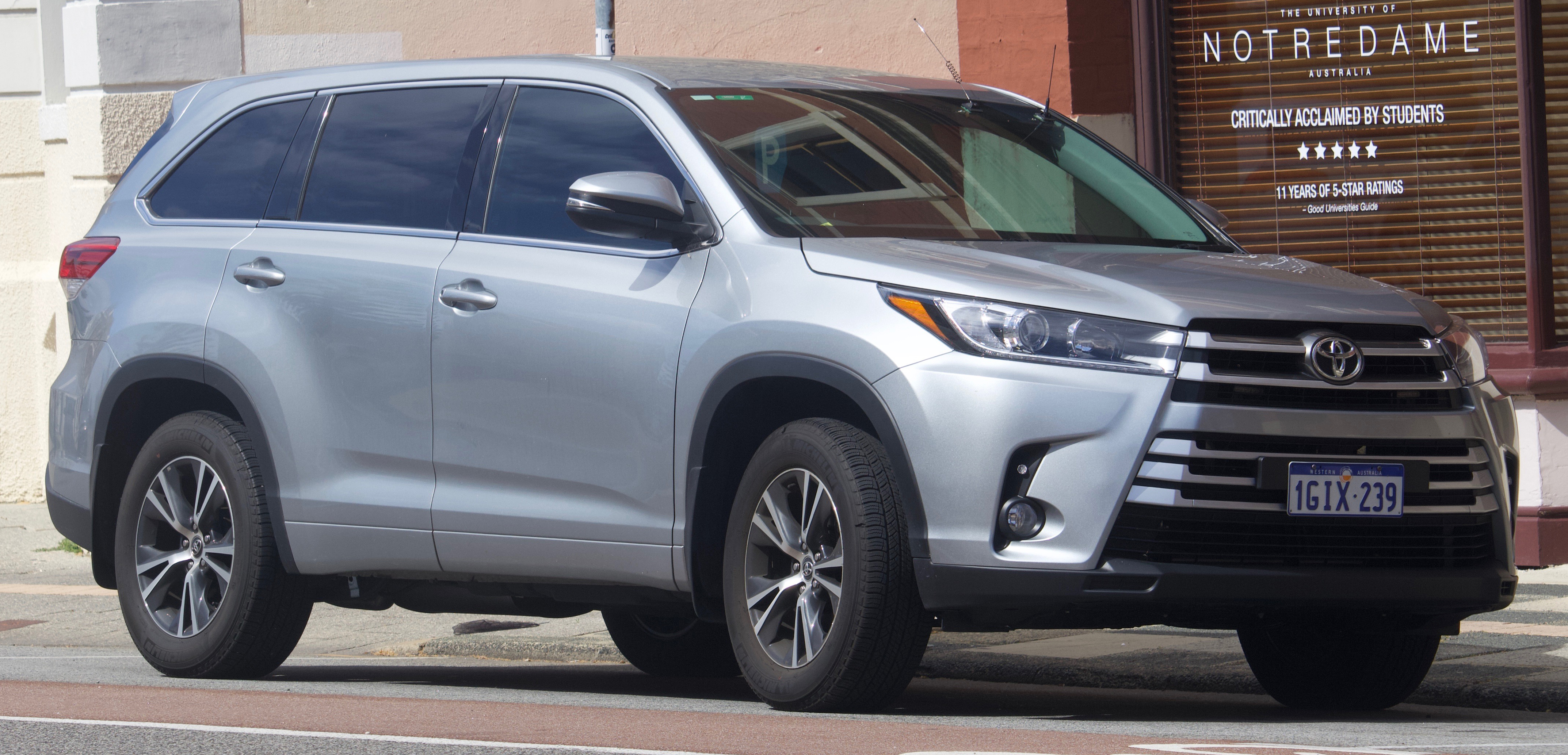
Toyota Kluger 3 (з 2016)

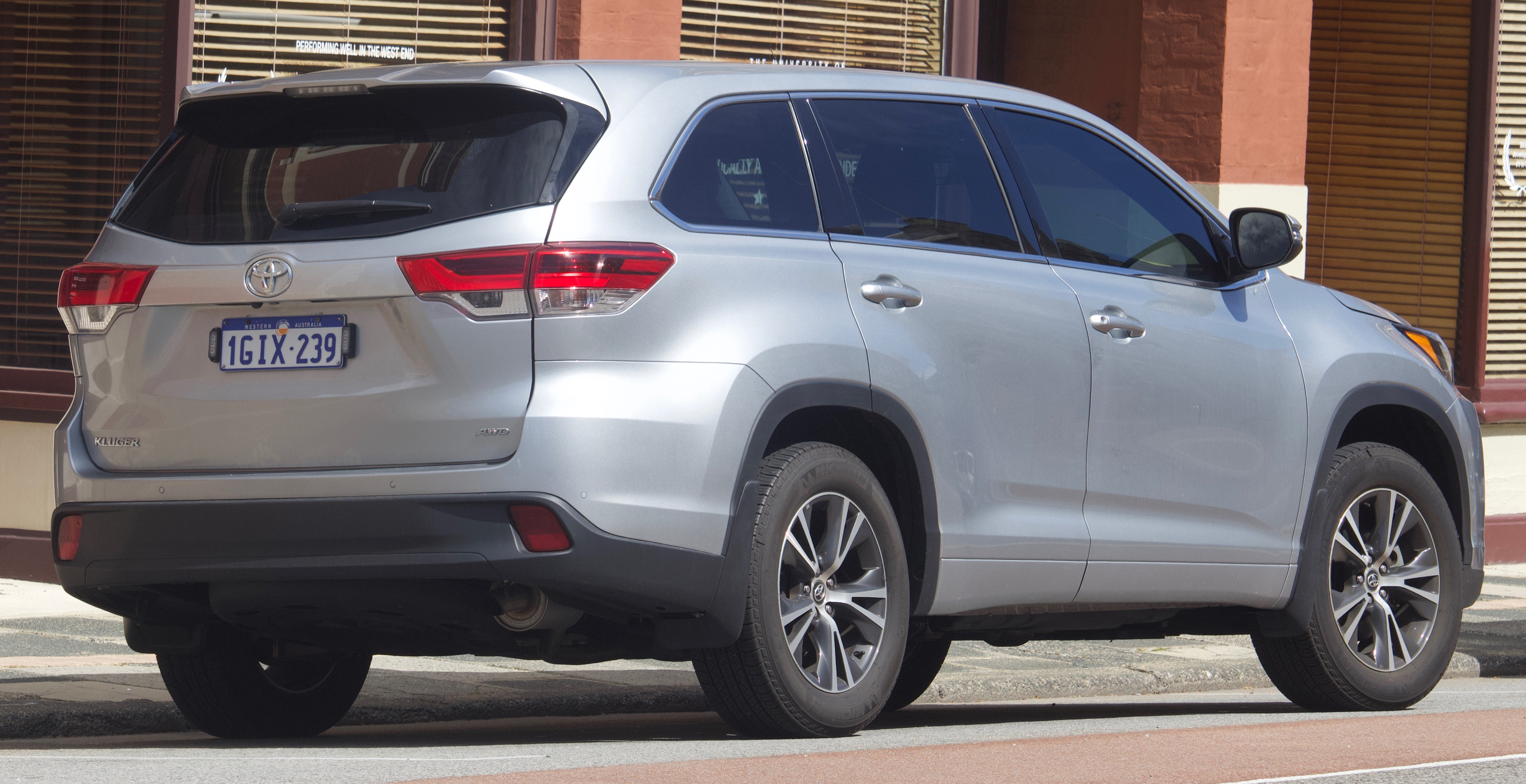
Toyota Kluger 3 (з 2016)

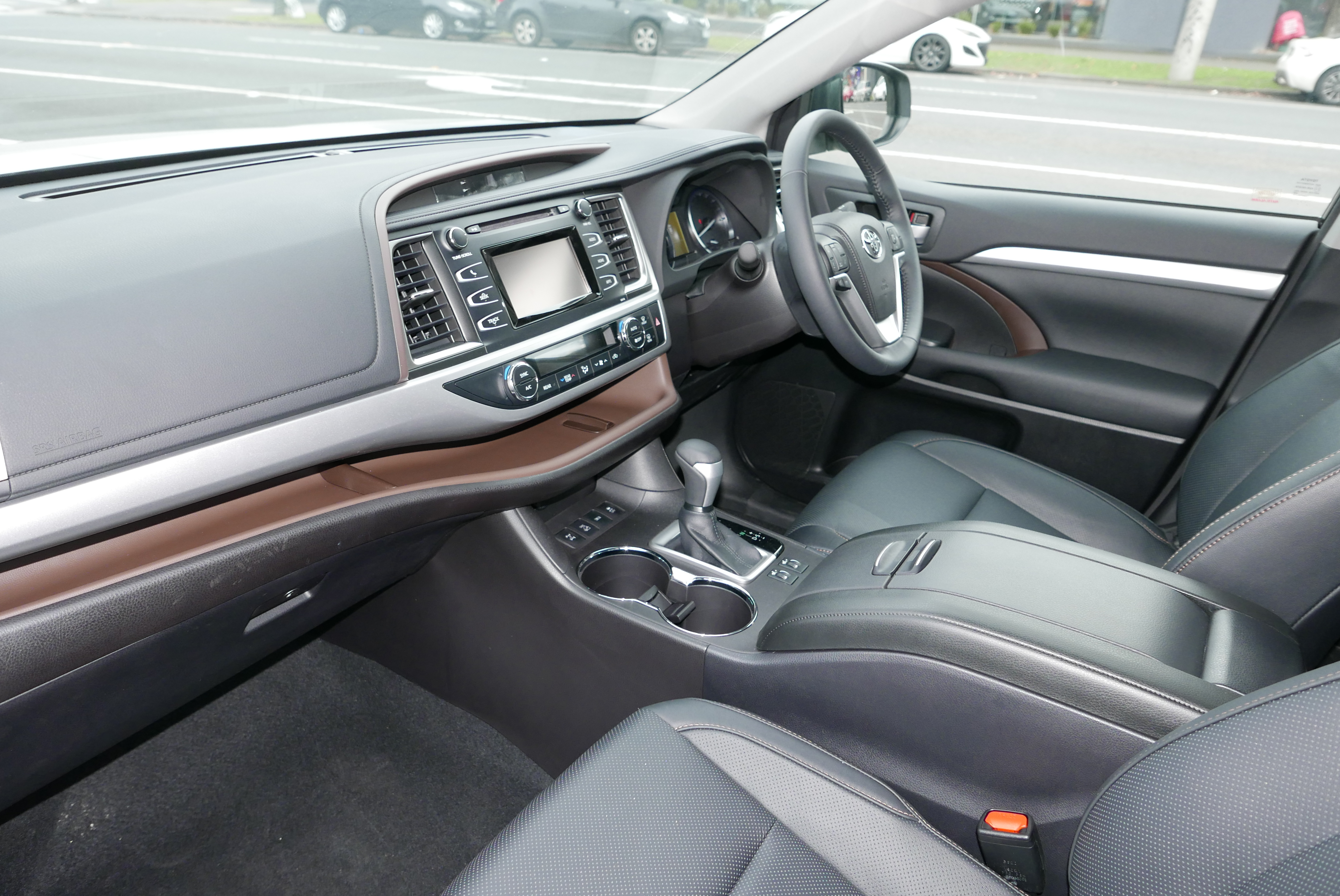
Салон Toyota Kluger 3

На автосалоні в Нью-Йорку в 2013 році представлено третє покоління Toyota Highlander. Серійне виробництво моделі почалось в грудні 2013 році, продажі почались на початку 2014 року.
У 2014 році Toyota Highlander стала більш цікавою завдяки деяким ключовим доопрацюванням. Стилізація стала оригінальнішою, покращилася економія палива, а управління стало більш чутливим, доставляючи максимальне задоволення під час їзди. Автомобіль став на 7,6 см довшим, таким чином розширюючи простір усередині салону, особливо для пасажирів другого і третього рядів.  Щодо витрати палива, то для не гібридної та не дизельної версії моделі Highlander витрати палива в середньому склали 11,76 л/100 км і таким чином дорівнювали показникам найбільш економного позашляховика середніх розмірів — Hyundai Santa Fe. Також доступна гібридна версія Toyota Highlander з витратою 9,41 л/100 км — рівень седанів середнього розміру, які вміщують тільки п'ять пасажирів. Але гібридний двигун тепер доступний тільки для комплектації Limited вищого рівня. Чотирихциліндровий двигун доступний тільки з переднім приводом.  На сьогодні це один з найкращих позашляховиків середнього розміру.
На Нью-Йоркському автосалоні в березні 2016 року представлена оновлена Toyota Highlander з новим зовнішнім виглядом. двигунами і оснащенням.

### Двигуни
- 2.0 л 8AR-FTS Р4 турбо 235 к.с., 350 Нм (Китай)
- 2.7 л 1AR-FE Р4 188 к.с., 252 Нм
- 3.5 л 2GR-FE V6 249 к.с., 337 Нм (для ринку Росії)
- 3.5 л 2GR-FE V6 270 к.с., 353 Нм (2014—2016)
- 3.5 л 2GR-FXE V6 (hybrid) 280 к.с.
- 3.5 л 2GR-FKS V6 278 к.с., 359 Нм (з 2016)

## Четверте покоління (з 2019)

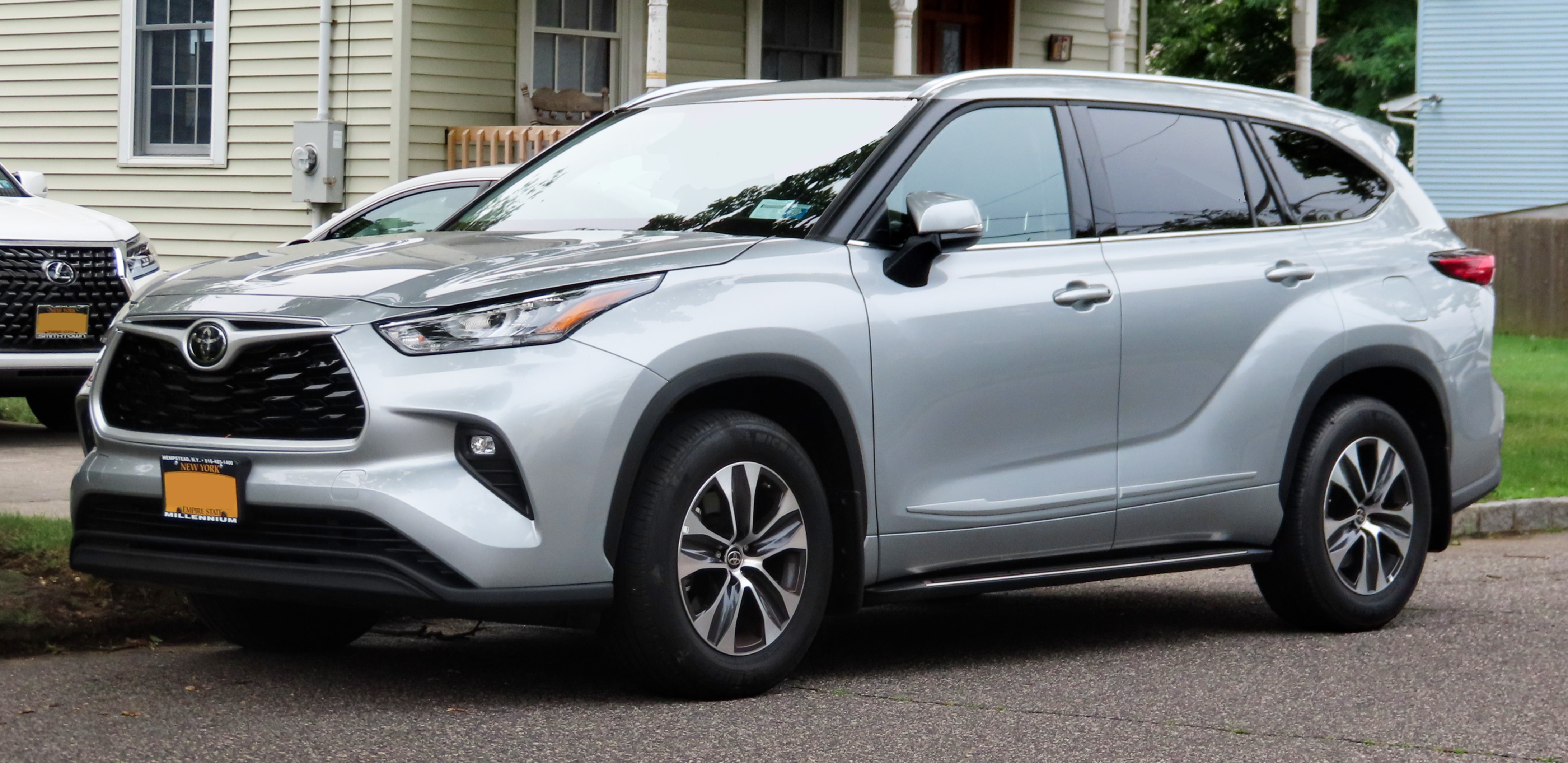
Toyota Highlander 4

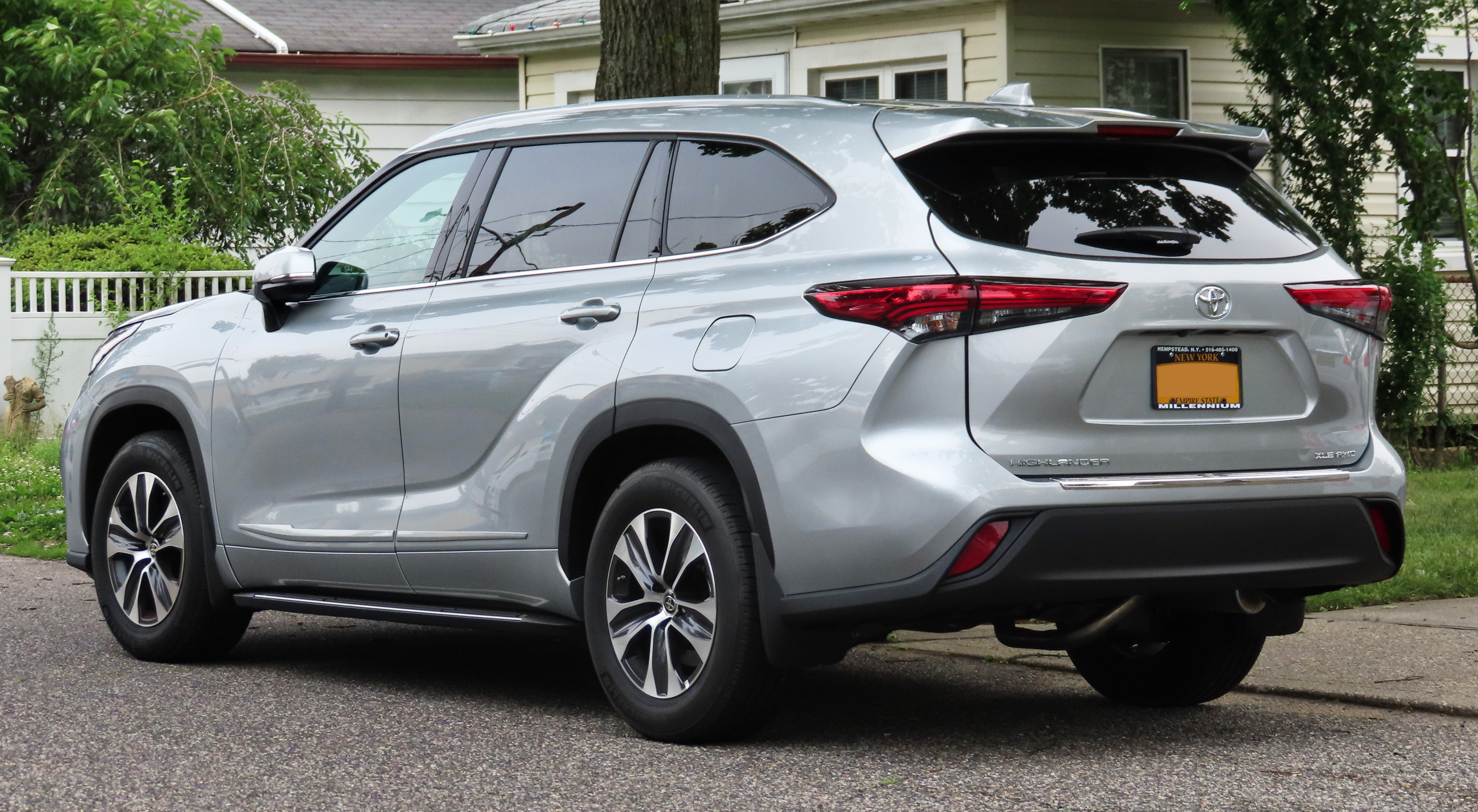
Toyota Highlander 4

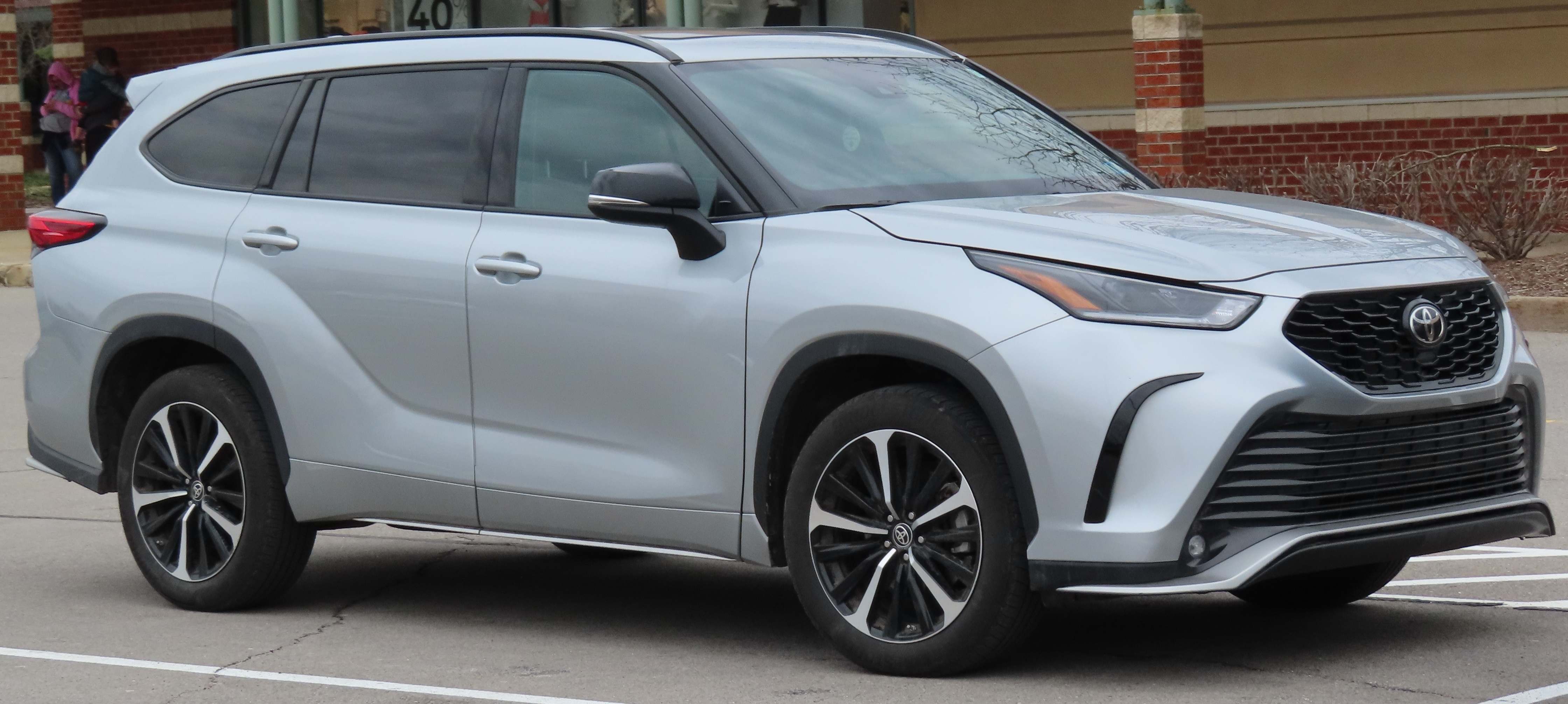
Toyota Highlander XSE

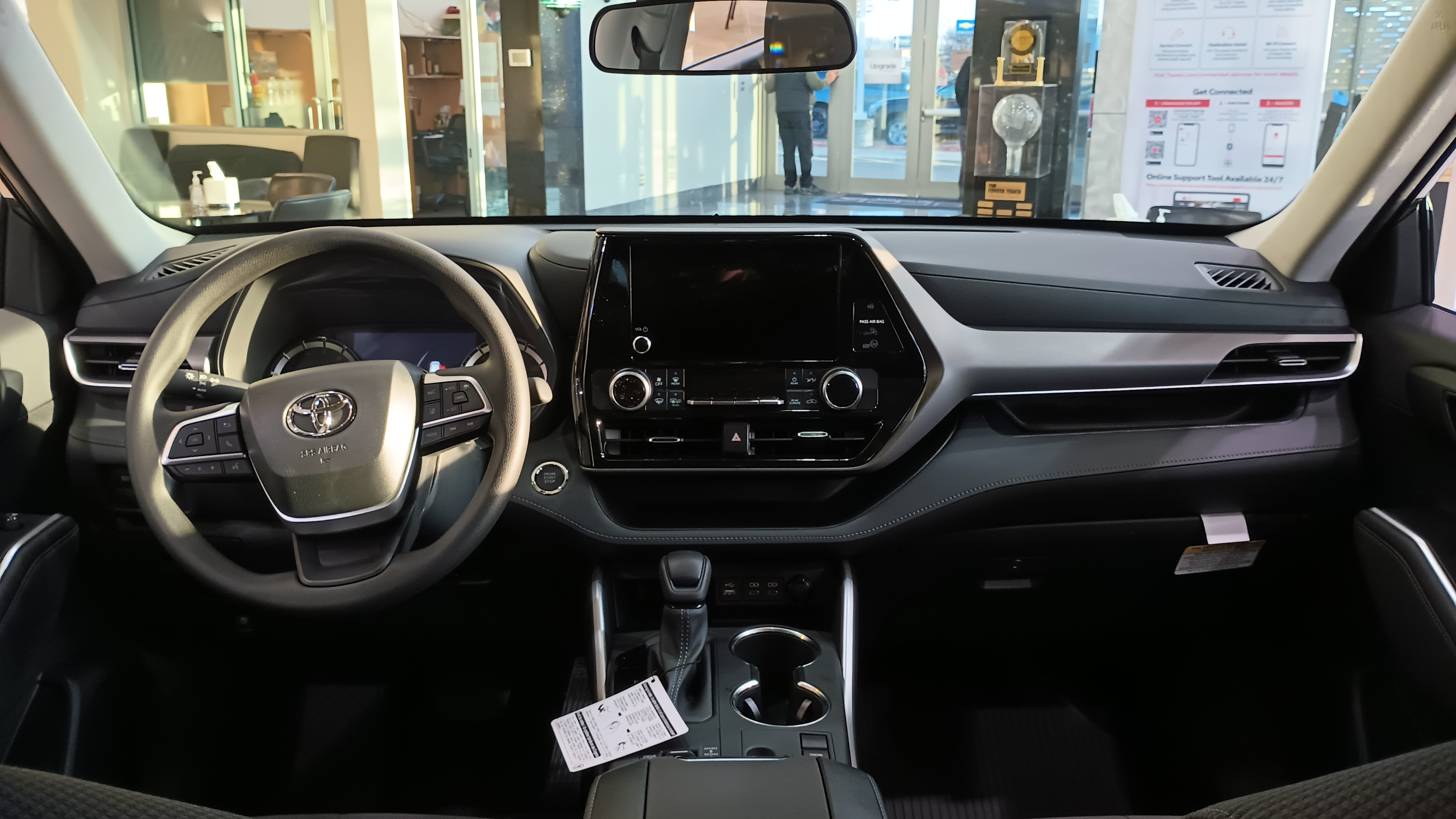

В квітні 2019 року на автосалоні в Нью-Йорку дебютувала Toyota Highlander четвертого покоління. Агресивна решітка у вигляді трапеції замінена шестикутником як у нової Toyota RAV4. Хайлендеру вперше дісталися 20-дюймові колеса.
Автомобіль збудований на платформі TNGA GA-K (McPherson плюс багатоважілька), виріс в розмірах і вдосконалився в усіх напрямках. Він здатний вмістити на трьох рядах сидінь сім або вісім чоловік, як і раніше. Вибір силових агрегатів скоротився до двох варіантів - або атмосферник V6 3.5 (299 к.с., 357 Нм), або бензоелектрична установка з безнаддувною «четвіркою» 2.5 і двома електромоторами (243 к.с.). Обидві версії йдуть з восьмидіапазонним «автоматом». Привід за замовчуванням передній, а повний буває трьох видів: з одною муфтою або декількома і з заднім електромотором у гібрида. Стандартний Highlander вийшов на ринок США в грудні 2019, а Hybrid у лютому 2020 р. Витрата Highlander Hybrid складає 36 миль на галон у місті та 35 миль на галон на трасі та розганяється від 0 до 60 за 7,3 секунди.
У 2021 році модель отримала нову комплектацію - XSE. Ця версія позашляховика відрізняється спортивно налаштованою підвіскою. 
В 2023 році Highlander отримав новий чотирициліндровий двигун об'ємом 2,4 літри. Мотор видає потужність 265 к.с. та 420 Нм крутного моменту. 
З 2024 року з лінійки комплектацій Highlander виключено модель L.   
У 2025 році Toyota представляє ювілейну версію Highlander Limited 25th Edition Hybrid тиражем 2500 екземплярів. Вона базується на комплектації Limited, але отримала шкіряні сидіння Portobello, унікальні логотипи та сріблясті акценти на бамперах.  

### Двигуни
Бензинові:
- 2.0 L S20A-FTS turbo I4 247 к.с. (2022–наш час)
- 2.4 L T24A-FTS turbo I4 265 к.с. (2022–наш час)
- 2.5 L A25C-FKS I4 (Китай)
- 2.5 L A25G-FKS I4 (Crown Kluger)
- 3.5 L 2GR-FKS V6 292–295 к.с. (2020–2022)

Бензинові hybrid:
- 2.5 L A25A-FXS I4 240–247 к.с.
- 2.5 L A25D-FXS I4 (Китай)
- 2.5 L A25H-FXS I4 (Crown Kluger)

## Grand Highlander (з 2023)

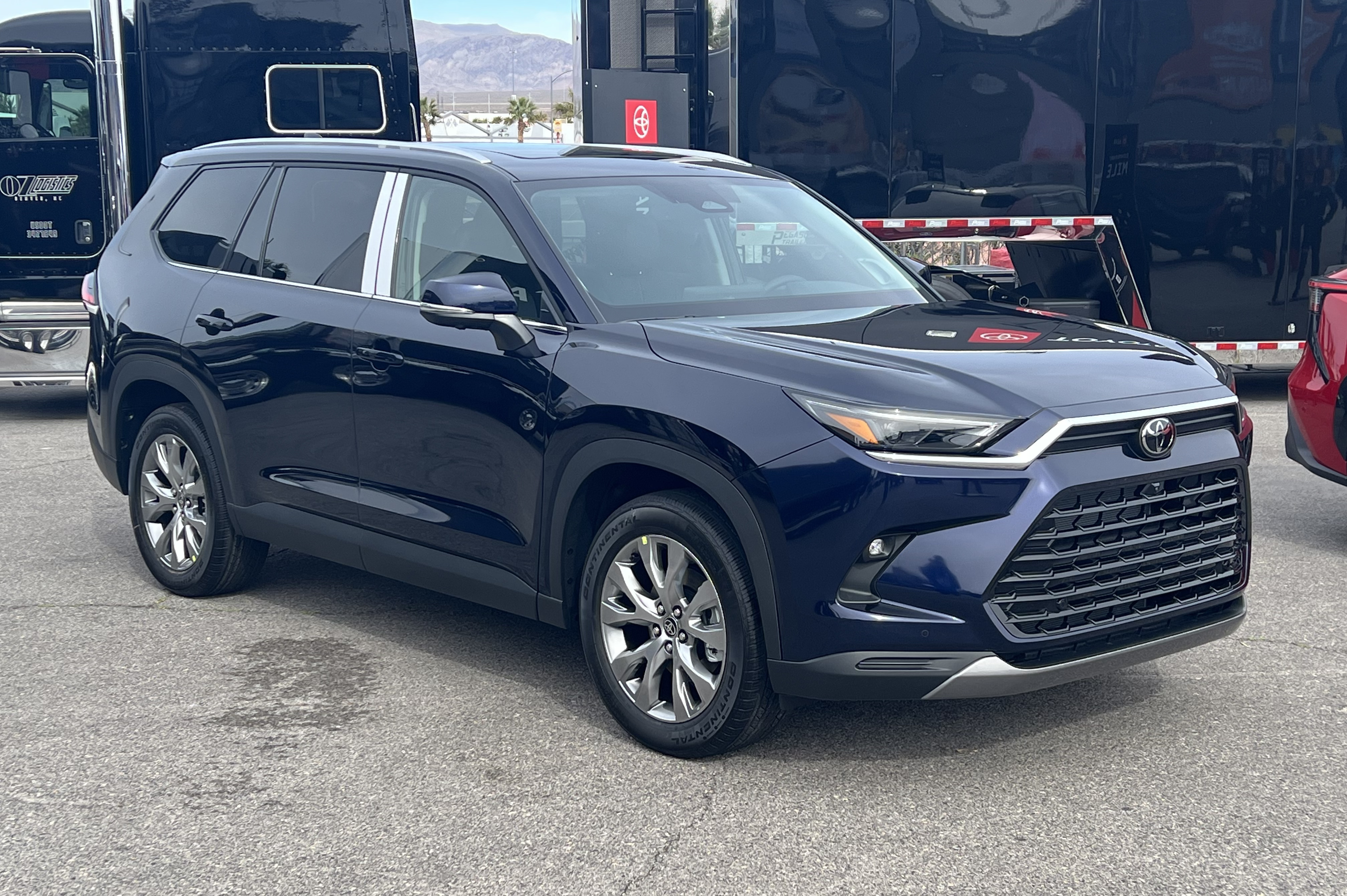
Toyota Grand Highlander Limited

Toyota Grand Highlander був представлений на ринку Північної Америки 8 лютого 2023 року. Хоча модель має спільну табличку та платформу GA-K зі звичайним Highlander, вона має зовсім інший зовнішній і внутрішній стиль.
На північноамериканському ринку Grand Highlander займає позицію між меншим Highlander і більшою Sequoia з кузовом на рамі.
У США Grand Highlander доступний у трьох комплектаціях: XLE, Limited і Platinum.

### Двигуни
- 2.4 L T24A-FTS turbo I4 265 к.с.
- 2.4 L T24A-FTS turbo I4 362 к.с. (hybrid)
- 2.5 L A25A-FXS I4 247 к.с. (hybrid)

## Продажі
Toyota встановила рекорд продажів Highlander у США у 2018 році, продавши 244,511 автомобілів.
| Рік  | Всього в США | Всього hybrid в США |
| ---- | ------------ | ------------------- |
| 2000 | n/a          | n/a                 |
| 2001 | 86,700       | n/a                 |
| 2002 | 113,134      | n/a                 |
| 2003 | 120,174      | n/a                 |
| 2004 | 133,077      | n/a                 |
| 2005 | 137,409      | 17,989              |
| 2006 | 129,794      | 31,485              |
| 2007 | 127,878      | 22,052              |
| 2008 | 104,661      | 19,441              |
| 2009 | 83,118       | 11,086              |
| 2010 | 92,121       | 7,456               |
| 2011 | 101,252      | 4,549               |
| 2012 | 121,055      | 5,921               |
| 2013 | 127,572      | 5,070               |
| 2014 | 146,127      | 3,621               |
| 2015 | 158,915      | 4,015               |
| 2016 | 191,379      | 5,976               |
| 2017 | 215,775      | 16,864              |
| 2018 | 244,511      |                     |